# Radio-, TV- und Neue-Medien-Preis
Der Radio-, TV- und Neue-Medien-Preis der RIAS Berlin Kommission ist ein Medienpreis, der pro Kategorie mit 10.000 € dotiert ist und seit 1995 jährlich vergeben wird. Er soll an die Leistung des RIAS Berlin als „einer der Wahrheit und Demokratie verpflichteten transatlantischen Brücke erinnern“ und wird an Produktionen vergeben, „die in besonderem Maße zur Verständigung zwischen der Bundesrepublik Deutschland und den Vereinigten Staaten von Amerika beigetragen haben“.

## Preisträger
- 1995
  - Radiopreise
    - 1. Preis: Helmut Fritz Amis, Swing und gute Laune
    - 1. Preis: Ingrid Sulic Seine Bomben waren aus Schokolade

  - Fernsehpreise
    - 1. Preis: Esther Schapira Das Frolleinwunder – Liebe aus Ruinen
    - 1. Preis: Rolf Frische 100 Grad: Deutschland – Amiland?
    - 1. Preis: Theresa Statz After the Wall
- 1996
  - Radiopreise
    - 1. Preis: Heidi-Barbara Kloos, Alfred Marquart S2 vor Mitternacht: Stars 'n' Stripes
    - 2. Preis: Nina P. Keck German Unification – Five years later
    - 2. Preis: Beate Dölling, Eckard Tollkühn, Uta Beth Panther & Co., Folgen 530/563: Stadtführung Washington und San Francisco

  - Fernsehpreise:
    - 1. Preis: Jürgen Bevers, Bernd Polster, Karin Sarholz Alltag made in USA – 50 Jahre Amerikanisierung in Deutschland
    - 1. Preis: Hedrick Smith Challenge to America, Part III: The US and German Economic System
    - Besondere Anerkennung: Rolf-Günther Schulze Zwischen Himmel und Hinterhof – Streetball in Deutschland
- 1997
  - Radiopreise
    - 1. Preis: Steffen Radlmaier Wäschehändler, Weltbürger und ein Weltstar – Billy Joel und seine Familie
    - 1. Preis: Tom Banse Of Boeing, Beer, Benefits and Berlin: The Unexpected Connection between Germany and the Pacific Northwest

  - Fernsehpreise
    - 1. Preis: Manfred Behrens, Theo Roos Hier oder nirgends ist Amerika – Wunderland zwischen den Zeilen
    - 2. Preis: Anja Riediger Sachsen goes Amerika – eine Leipziger Kneipe im fernen Land
    - 2. Preis: Dick Custin Life in the fast lane
    - Anerkennung: Ingolf Rackwith Oberlausitz und Texas – sorbische Solidarität durch Zeit und Raum
    - Anerkennung: Johannes Eglau Im Visier des FBI – deutsche Autoren im US-Exil
    - Besondere Würdigung: Sebastian Schubert Hier ist RIAS Berlin – Es geschah vor 50 Jahren
- 1998
  - Radiopreise
    - 1. Preis: Ulrike Ebenbeck, Roderich Fabian Second Hand America
    - 2. Preis: Bernd Hefter Arbeit für alle – der neue amerikanische Traum
    - 3. Preis: Jim Wallace West Virginia’s Place in Europe

  - Fernsehpreise
    - 1. Preis: Claus Kleber, Tom Buhrow, Sabine Reifenberg Pioneer Square
    - 1. Preis: Klaus-Peter Siegloch, Elmar Theveßen, Michael Schmitz Job-Maschine USA
    - 2. Preis: Katrin Altmeyer Ein bißchen Heimweh gehört dazu
- 1999
  - Radiopreise
    - 1. Preis: Udo Zindel, Bert Heinrich Heißersehntes Amerika

  - Fernsehpreise
    - 1. Preis: Tom Buhrow, Georgine Kellermann, Claus Kleber, Sabine Reifenberg Oh Gott, Amerika! Glaube, Seelen, Scharlatane
    - 2. Preis: John D’Amelio Shadow of Fear
    - 2. Preis: Michael Richter Eine unmögliche Freundschaft
    - 3. Preis: Peter Bardehle, Franz Fitzke 50 Jahre Luftbrücke, Teil 2: Der Osten
    - Sonderpreis: Jeremy Isaacs Productions Cold War
    - Besondere Anerkennung für den Mitteldeutschen Rundfunk und DeutschlandRadio
- 2000
  - Radiopreise
    - 1. Preis: Wolfgang Stenke Manhattan – Marzahn. Jüdisches Leben in New York und Berlin
    - 2. Preis: Curt W. Nickisch German Prisoners of War in Utah
    - 3. Preis: Matthias Fink Das amerikanische Jahrhundert

  - Fernsehpreise
    - 1. Preis: Lisa Lewenz Letter Without Words
    - 2. Preis: Richard Blystone Special Visions of Europe – Iron Curtain Odyssey
    - 2. Preis: Peter Ponnath Der Techno-Pakt – Die bayerisch-kalifornische Partnerschaft
- 2001
  - Radiopreise
    - 1. Preis: Clemens Verenkotte Das amerikanische Jahrtausend
    - 2. Preis: Guy Raz From Leitkultur to NPD – Reports from Germany

  - Fernsehpreise
    - 1. Preis: Michael Zehetmair, Volker Wild, Björn Christoph Bugl Wo die Besten gewinnen sollen – Amerikanische Elite-Universitäten auf dem Prüfstand
    - 1. Preis: Kurt Rittig Bonhoeffer – Die letzte Stufe
    - Besondere Anerkennung: Sam Koltinsky The Fall and Rise of Germany

  - Neue-Medien-Preis:
    - 1. Preis: Thomas Waldner: www.zdf.msnbc.de/news/NEWSUSAWAHLEN
    - Besondere Anerkennung: Bernd Kliebhan und Nina Thomas: Max Kämper and the Mammoth Cave Connection (www.kliebhan.de)
- 2002
  - Radiopreise
    - 1. Preis: Ulrike Timm Der amerikanischen Traum in Tönen
    - 2. Preis: Kyle James Reports on Germany – from „Ostalgie“ and „German Pride“
    - 3. Preis: Tanja Selmer Einsame Spitze – Computercracks in Californien

  - Fernsehpreise:
    - 1. Preis: Elmar Theveßen, Ulf Röller Das Netzwerk des Terrors
    - 2. Preis: Mark Kahler, Kevin Martin Homeland Hatred und Valerie Lego, Wayne Ritter German Heritage
    - 3. Preis: Hanno Hummel, Sven Voss Kinder in New York – Leben nach dem Terror

  - Neue-Medien-Preis
    - Herbert Bopp Besuch in einer verwundeten Stadt – New York nach den Terroranschlägen und Jürgen Bundy, Wolfgang Meindl USA – the sound of...
- 2003
  - Radiopreise
    - 1. Preis: Peter Rothammer Kein Schmelztiegel – New Yorks neuer Bevölkerungsmix
    - 1. Preis: Annie Baxter, Ariane Schnug Jazz von Morgen: Die neue Jazzelite in Rheinsberg

  - Fernsehpreise
    - Mica Stobwasser, Armin Toerkell New York – Musik im Untergrund
    - Christoph Lütgert, Siri Nyrop Das Lipobay-Desaster – Milliarden-Klage gegen Bayer

  - Kategorie 11. September
    - Radiopreis: Kathrin Röggla really ground zero – Anweisungen zum 11. September
    - Fernsehpreis: Jürgen Brand Der 11. September – ein Jahr danach
    - Fernsehpreis: Johannes Hano, Elmar Theveßen Der Tag, der die Welt veränderte
    - Neue-Medien-Preis: WDR-Internetredaktion Spezial zum Jahrestag des 11. September
- 2004
  - Radiopreise
    - 1. Preis: Barbara Jentzsch Das neue Jerusalem
    - 2. Preis: Lisa Nurnberger, Kevin Beesley Partners Adrift: American Democracy through German Eyes

  - Fernsehpreise
    - 1. Preis: Claus Kleber, Angela Andersen Allmacht Amerika. Die Welt im Griff
    - 2. Preis: Joachim Schroeder Hitlers Kampf mit Roosevelt
- 2005
  - Radiopreise
    - 1. Preis: Arthur Landwehr Wahlkampf und Religion in den USA, Monika Müller (NPR) Berlin Impressions
    - 2. Preis: Burkhard Müller-Ullrich (WDR) Wahltagebuch aus Florida

  - Fernsehpreise
    - 1. Preis: Thomas Berbner, Christoph Lütgert (ARD) Die Bushs — eine amerikanische Dynastie
    - 2. Preis: Kane Farabaugh (AFN Europe) The AFN Story: On The Air — Over There (Part III)
- 2006
  - Radiopreise
    - 1. Preis: Tom Noga (Südwestrundfunk) Changelujah – Reverend Billy und die „Church of Stop Shopping“
    - 2. Preis: Emily Harris (National Public Radio): Berlin Holocaust Memorial

  - Fernsehpreise
    - 1. Preis: Christian Bauer (Tangram Film / Alliance Atlantis für ARD) Die Ritchie Boys
    - 2. Preis: Marcia Henning, Bob Faw (PBS) Jews and Germany
- 2007
  - Radiopreis: Emily Harris (National Public Radio) The Changing Face of Berlin
  - Fernsehpreis: Peter Gerhardt (Hessischer Rundfunk) Papa macht Urlaub vom Krieg
  - Neue-Medien-Preis: Christina Pino-Marina (Washington Post) A Life Lived in 4/4 Time
- 2008
  - Radiopreise
    - 1. Preis: Tom Noga Damit die Welt besser wird
    - 2. Preis: Paul Nellen Out Of Oil
    - 3. Preis: Marcus Tepper 40 Jahre für eine Dauerkarte — ein Besuch bei den Green Bay Packers

  - Fernsehpreise
    - 1. Preis: Alex Gibney Taxi to the dark side / Taxi in den Tod
    - 2. Preis: Thomas Berbner Spiel mit dem Tod — Häftlingsrodeo im Staatsgefängnis
    - 3. Preis: Steven Rosenberg “Angela Merkel — Miss World” und andere Beiträge

  - Neue-Medien-Preis: Dr. Johannes Bohnen, Jan-Friedrich Kallmorgen: www.atlantic-community.org
- 2009
  - Radiopreise
    - 1. Preis: Daniela Gerson, Wibke Bergemann: Too many Geister — Eine jüdische Enkelin auf Spurensuche in Berlin
    - 2. Preis: Susan Stone: Reports on Germany and Berlin for Public Radio

  - Fernsehpreise
    - 1. Preis: Peter Kloeppel: Amerika zwischen Angst und Aufbruch
    - 2. Preis: Ralph Gladitz: Der Präsidentenmacher — Amerika vor der Wende

  - Neue-Medien-Preis: Andreas Korn: Kindernachrichtensendung logo! (ZDF) über die US-Wahl
  - RIAS-Fellow-Preis: Laure Quinlivan: Cincinnati to Germany Connections
  - Besondere Empfehlung: Radio mephisto 97.6, Uni-Radio Leipzig: Various background reports on US election 2008[1]
- 2010
  - Radiopreis
    - 1. Preis: Marion Fuchs: Yes we can — Wie die US-Kleinstadt Wilmington der Wirtschaftskrise trotzt
    - 2. Preis: Liam Moriarty/Erin Hennessey: Getting Solar Energy online

  - Fernsehpreise
    - 1. Preis: Angela Andersen/Claus Kleber: Die Bombe
    - 2. Preis: Christine Dobbyn: Berlin Reborn

  - Neue Medien
    - Christoph Lanz, Max Hofmann: Walled-In[2]
- 2011
  - Radiopreise
    - 1. Preis: Arndt Peltner: The perfect Storm (SWR 2)
    - 2. Preis: Wibke Bergemann, Charlotte Misselwitz: Blitzpost? Ichpod? Hoich finf! (Deutschlandradio Kultur)

  - Fernsehpreise
    - 1. Preis: ARD — Die Lange-Obama-Nacht — Halbzeit für den Präsidenten (NDR/WDR)
    - 2. Preis: Volker Barth: Verdienen, Verheimlichen, Verschmutzen: BP und das Ölleck (WDR)
    - 3. Preis: Mathias Haentjes: Mein Germany — US-Soldaten im Trümmerland (WDR)
- 2012
  - Radiopreise
    - 1. Preis: Thilo Guschas: USAllah. Der islamisch-amerikanische Traum (NDR Info)
    - 2. Preis: Susan Valot: Southern California Artists trade LA Art Scene for Berlin (KPCC Radio)

  - Fernsehpreise
    - 1. Preis: Joel Waldinger: Wisconsin’s Nazi Resistance: The Mildred Fish-Harnack Story (WPT Wisconsin Public TV)
    - 2. Preis: Michaela Kirst: Brown Babies. Deutschlands verlorene Kinder (Arte)
- 2013
  - Radiopreise
    - 1. Preis: Egon Koch: Im Kampf gegen die Öl-Lobby. Die Ökostadt Greensburg und die U.S.-Energiepolitik (WDR5)v
    - 2. Preis: Antje Passenheim: Wer macht den Tellerwäscher wieder zum Millionär? (WDR5)

  - Fernsehpreise
    - 1. Preis: Klaus Prömpers, Christoph Röckerath: Armes, reiches Amerika. Auf der Park Ave. durch New York. (ZDF Zoom)
    - 2. Preis: Dr. Tilman Achtnich, Hanspeter Michel: Die Welt auf Pump — Reißen uns die Schulden in den Abgrund? (SWR) und Stefan Niemann, Marion Schmickler: Die zerrissenen Staaten von Amerika — Der erbitterte Kampf ums Weiße Haus. (ARD)

  - Besondere Anerkennung: Hanna Ender: Häuserkampf in L.A. Fort Lucero und die Deutsche Bank (Deutschlandradio Wissen)
  - RIAS-Fellow-Preis: Tonya Papanikolas: Ties between Germany and Utah.
  - Besondere Anerkennung: Mohamed Amjahid: Gesichter der USA — 30 Impressionen einer Reise durch die USA
- 2014
  - Radiopreise
    - 1. Preis: „Mythos JFK – Leben und Sterben des John F. Kennedy“ von Christian Blees, WDR 5
    - 2. Preis: „I have a dream – hat sich Martin Luther Kings Traum mit Obamas Präsidentschaft erfüllt?“ von Clemens Verenkotte, Bayern 2

  - Fernsehpreise
    - 1. Preis: „Der geheime Krieg“ von John Goetz, Niklas Schenck, Christian Fuchs, ARD Panorama
    - 2. Preis: „die story: Broken Dreams – Amerikas Mittelschicht kämpft ums Überleben“ von Philippe Levasseur, WDR
    - 2. Preis: „Die Schattenmacht – das zweifelhafte System der Rating-Agenturen“ von Beate Höbermann und Christian Dezer, ZDF Zoom
- 2015[3]
  - Radiopreis: Nora Sobich: Ich verkaufe, also bin ich — der Mythos des Salesman (rbb Kulturradio)
  - Fernsehpreise
    - 1. Preis: Dag Freyer: Ein Hauch von Freiheit — Breath of Freedom — Schwarze GIs, Deutschland und die U.S.-Bürgerrechtsbewegung (ARTE/MDR)
    - 2. Preis: Thomas Berbner, Johannes Jolmes: Panorama — die Reporter: Angst vor Fracking (NDR)
    - 2. Preis: Christof Boy, Herbert Elias und Michael Grytz: Gegen den Strich: TTIP — kein Freihandel mit den USA? (WDR „markt“)

  - Neue Medien: Erik Olsen: Germany’s Energiewende: Off-shore Wind Push (www.nytimes.com)
- 2016[4]
  - RIAS-Fellow-Preis (Radio): Giusi Valentini: Restorative Justice — Verdienen Mörder eine zweite Chance?
  - Radiopreise:
    - 1. Preis: Simone Hamm: Vor dem Gesetz — Justizskandale in New York
    - 1. Preis: Tom Schimmeck: Vier Schüsse in Missoula — Der Tod des Schülers Diren D.

  - Fernsehpreis: Carsten Mierke: USA-Berichterstattung 2015
  - Digitale-Medien-Preise:
    - 1. Preis: Lucas Negroni, Anika Giese; Musik Julian Hecker: Feuerland Detroit — Eine Stadt brennt aus
    - 2. Preis: Volontärsteam 17 der Axel-Springer-Akademie: Je reste Charlie. Warum wir weitermachen müssen.